# Two frames
Two frames is een artistiek kunstwerk in Amsterdam-Zuid.
Het abstracte werk bestaat uit twee schuin staande gelijkvormige raamwerken van aluminium die op een verdiept aangelegd grondvlak zijn geplaatst. De kunstenaar is Shlomo Koren, die werkte met de kleuren zwart, grijs en wit; hier voornamelijk grijs. Het is een voorbeeld van een stroming binnen minimal art “land art” genoemd, waarbij naast het uiteindelijke kunstwerk ook de omgeving een belangrijke rol speelt. 
Two frames was in 1975 te bezichtigen als onderdeel van een beeldenroute (SBK-beeldenroute 'Beelden van Amsterdam') op het Museumplein. Het kreeg in 1981 een buurman in de vorm van De Vredesraket van Slavomir Miletić. Ongeveer een jaar later werd Two frames verplaatst naar de Churchill-laan.